# Franz Schmidt (musicien)
Pour les articles homonymes, voir Schmidt et Franz Schmidt.
Œuvres principales
- Das Buch mit sieben Siegeln (oratorio)
- 4 Symphonies
- Concerto pour piano (pour la main gauche)

Franz Schmidt (Presbourg, 22 décembre 1874 – Perchtoldsdorf (près de Vienne), 11 février 1939) est un compositeur post-romantique, pianiste, violoncelliste et pédagogue autrichien.

## Biographie
Son premier professeur a été sa mère, Maria Ravasz, pianiste accomplie, qui lui a donné un enseignement systématique avec les œuvres pour clavier de Bach : « C'est par l'orgue d'église que la musique a pénétré pour la première fois mon âme » écrit-il dans son autobiographie. Puis il travaille avec Rudolf Mader et Ludwig Burger et reçoit une formation complète en théorie de la part d'un frère franciscain, Félicien Moczik, l'organiste exceptionnel de l'église franciscaine à Bratislava qui disposait d'un instrument construit par un élève de Gottfried Silbermann. Son premier récital en tant qu'enfant prodige a lieu au Palais Grassalkovich.
Puis sa famille s'installe à Vienne en 1888, lorsqu'il a treize ans. Il étudie brièvement le piano en leçons privées avec Theodor Leschetizky, avant son entrée au Konservatorium der Gesellschaft der Musikfreunde, en 1890, où il étudie la composition avec Robert Fuchs (et à l'université avec Anton Bruckner dont il est l'admirateur,), le violoncelle avec Karl Udel et Ferdinand Hellmesberger. En 1896, il obtient son diplôme avec la mention « Auszeichnung ».
De 1896 à 1911, Schmidt est membre de l'Orchestre philharmonique de Vienne sous la direction de Gustav Mahler (qu'il admirait comme chef d'orchestre, mais pas comme compositeur) et violoncelle solo de l'orchestre de l'opéra jusqu'en 1914. Il est l'exact contemporain d'Arnold Schönberg et a joué dans un quatuor de ce dernier et, en 1929 tient lui-même la partie de piano du Pierrot lunaire.
Professeur de violoncelle dès 1901, puis de piano à la Musikakademie de Vienne dès 1914, il en devient directeur en 1925, puis recteur de 1927 à 1937. En tant que professeur de violoncelle, de piano, de contrepoint et de composition (à partir de 1922), il forme de nombreux musiciens éminents : parmi ses élèves les plus célèbres figurent notamment, le pianiste Friedrich Wührer, Bruno Seidlhofer et Alfred Rosé – fils de Arnold Rosé, le fondateur légendaire du Quatuor Rosé, premier violon de l'Orchestre philharmonique de Vienne et beau-frère de Gustav Mahler – ; parmi les compositeurs Rudolf Wimmer (de), Theodor Berger, Marcel Rubin et Alfred Uhl sont dignes de mention. Pour des raisons de santé, il a abandonné en 1937 son enseignement.
Parmi ses amis figuraient Franz Schreker et Joseph Marx.
Schmidt, s'est vu décerner le prix Beethoven par l'Académie prussienne de Berlin en 1902 pour sa première symphonie, « ce qui indique combien ses contemporains l'estimaient ». Deux musiciens de l'avant-garde viennoise, Berg et Schönberg, l'admiraient beaucoup.
En 1951, la Franz-Schmidt-Gesellschaft, fondée à Vienne, encourage les concerts et les recherches sur sa vie et son œuvre. Elle est sise au prestigieux Musikverein.

## Style

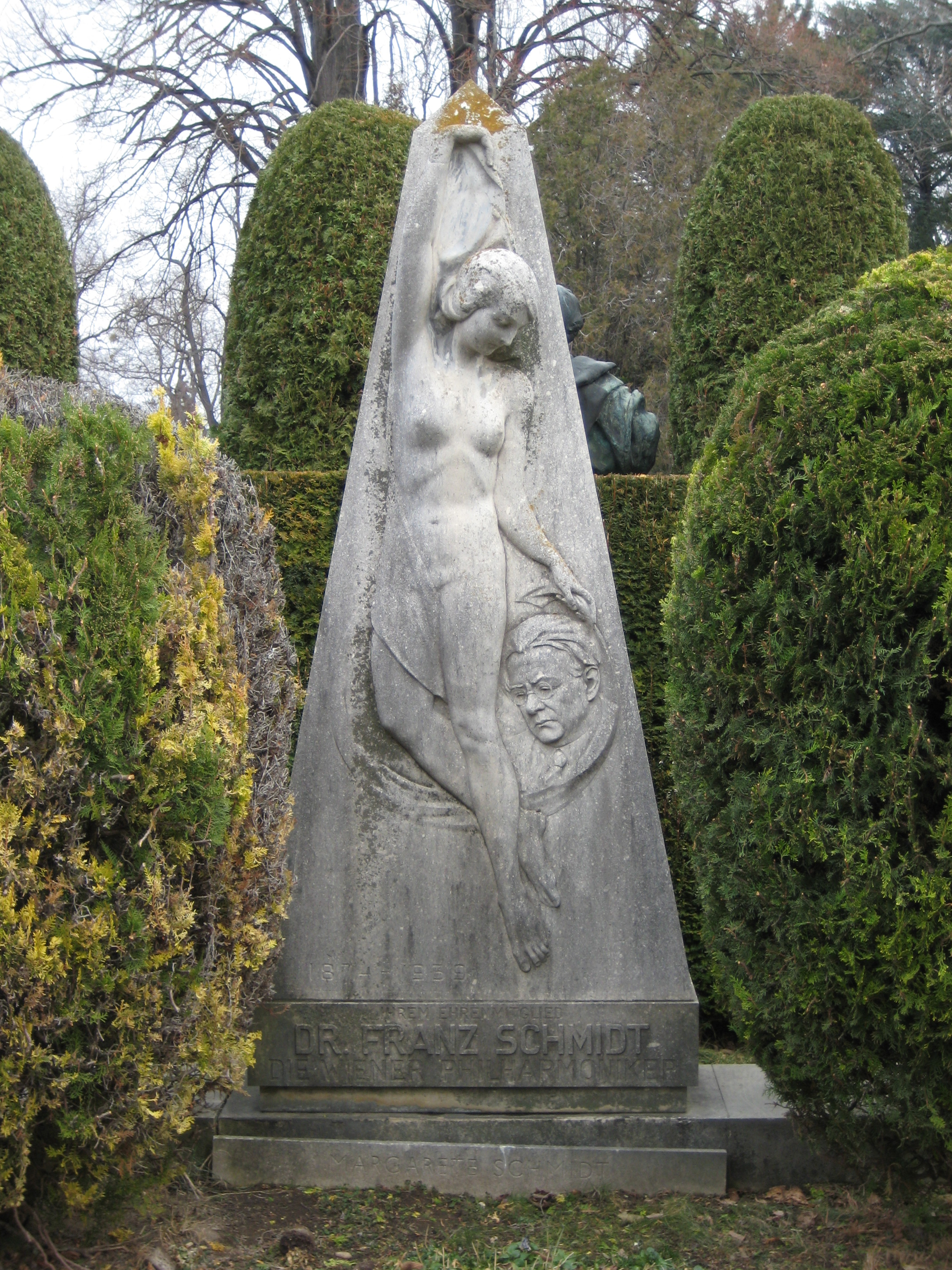
Tombe de Franz Schmidt au Cimetière central de Vienne.

Considéré comme un compositeur important en Autriche, il est peu connu hors de son pays. Bien que violoncelliste, il laisse peu d'œuvres pour son instrument, mais soigne particulièrement les parties d'orchestre ou de musique de chambre qui lui sont dévolues. Schmidt, qui est l'un des derniers et des plus fidèles élèves d'Anton Bruckner, n'en cultive pas moins un style résolument tourné vers le passé – en dépit de son intérêt pour Schönberg, Debussy et Hindemith. Il écrit dans la tradition de Brahms et est également influencé par Max Reger (notamment par l'usage de la fugue, des variations, des thèmes de chorals, des toccatas, chaconne et prélude) et se distingue par son originalité formelle et sa science de l'orchestration.
Il est l'auteur de quatre symphonies, dont les no 2 et 4 sont les plus remarquables et connues, car elles sont les plus originales dans la forme.
La seconde (1911-1913) est en trois mouvements, dont le deuxième est une suite de variations, parmi lesquelles deux font respectivement office de scherzo et d'adagio. « Le compositeur s'exprime ici avec une merveilleuse aisance dans un langage spécifiquement viennois, chaleureux, rayonnant de plénitude et de magnificence orchestrale […] La 2e symphonie de Franz Schmidt demeure donc un des grands moments, non seulement de la symphonie viennoise, mais de l'art de notre siècle […] »
La très émouvante quatrième symphonie (1932-1933) est dédiée à la mémoire de sa fille décédée peu après sa naissance. Le compositeur nomma cette symphonie Requiem für meine Tochter (« Requiem pour ma fille »).
L'œuvre la plus vaste, la plus importante de Schmidt, est son oratorio Das Buch mit sieben Siegeln (Le Livre aux sept sceaux (en), 1938), qui demeure rarement joué en raison de la difficulté de son écriture chorale et soliste (la partie du narrateur, Jean, exige une tessiture de ténor particulièrement large ainsi qu’une énorme endurance). Curieusement, cette interprétation musicale de l'Apocalypse – reflet de la situation de l'époque – est exactement contemporaine de celle de Jean Françaix, dont l'approche musicale est sur tous les plans aux antipodes de la sienne. Schmidt a également écrit deux quatuors à cordes qui comptent parmi ses œuvres les plus contrapuntiques. S'y retrouve la forte influence de Johannes Brahms, vis-à-vis duquel Schmidt avait la plus grande admiration.
Parmi l'œuvre d'orgue « ouvertement néo-classique », qu'il aborde seulement vers ses cinquante ans, il faut citer le « chef-d'œuvre incontesté » : la Chaconne en ut-dièse (1925). Schmidt n'étant pas organiste, la plupart de ses œuvres pour cet instrument sont créées par un professeur d'orgue de l'Académie, Franz Schütz.
La dernière œuvre du compositeur, malade et désorienté, est une cantate à la gloire de l'Anschluss et d'Hitler intitulée Résurrection allemande, que la mort l'empêcha d'achever.

## Œuvre
Franz Schmidt laisse 50 œuvres.

### Claviers
Le compositeur a détruit ses premières œuvres pour piano excepté deux sonates.

#### Musique pour piano
- Romance en la majeur
- Christmas pastorale en la majeur (arrangement d'une œuvre pour orgue)
- Intermezzo fa-dièse mineur (second mouvement du Quintette en la majeur)
- Toccata en ré mineur (pour la main gauche) ; complétée en 1938, créée à Vienne en 1940 (arrangement pour deux mains) ; arrangement pour deux mains de Friedrich Wührer (1952)

#### Musique pour orgue
- Variations sur un thème de Christoph Willibald Gluck (perdu)
- Variations et fugue sur un thème original en ré majeur (Fanfares royales de Fredigundis), 1. Arrangement (1916)
- Fantaisie et fugue en ré majeur (1923-24, éd. Kern). Création Vienne 1924
- Variations et fugue sur un thème original en ré majeur (Fanfares royales de Fredigundis), 2. Arrangement (1924, éd. Leukart). Création Vienne 1924
- Toccata en ut majeur (1924, Universal Edition). Création au Musikverein de Vienne, le 27 février 1925 par Franz Schütz. Elle fut bissée ce jour-là et fait partie des œuvres les plus populaires du musicien[11].
- Prélude et fugue en mi-bémol majeur (1924, éd. Leukart) Création, Vienne 1925. Il s'agit de l'œuvre pour orgue du compositeur la plus développée, d'une durée dépassant les trente minutes[11].
- Chaconne en ut-dièse mineur (1925, éd. Leukart). Création Vienne 1925
- Quatre petits préludes de choral (1926). Création Vienne 1926

« O Ewigkeit du Donnerwort » [Ô éternité, toi, parole foudroyante], fa majeur
« Was mein Gott will » [Ce que mon Dieu veut], ré majeur
« O, wie selig seid ihr doch, ihr Frommen » [Ô combien béni êtes-vous maintenant, vous pieux], ré mineur
« Nun danket alle Gott »[Maintenant, rendons tous grâces à Dieu], la majeur
- Fugue en fa majeur (1927). Création Vienne 1932
- Prélude et fugue en ut majeur (1927, éd. Weinberger). Création Vienne 1928
- Quatre petits préludes et fugues (1928, Österreichisches Bundesverlag). Création Berlin 1929

Prélude et fugue en mi-bémol majeur
Prélude et fugue en ut mineur
Prélude et fugue en sol majeur
Prélude et fugue en ré majeur
- Chorale Prélude, « Der Heiland ist erstanden » [Le Sauveur est ressuscité] (1934, inédit ?). Création Vienne 1934
- Prélude et fugue en la majeur, « Pastorale de Noël » (1934). Création Vienne 1934
- Toccata et fugue la-bémol majeur (1935). Création Vienne 1936

### Musique de chambre

#### Musique de chambre
- Quatre petites pièces fantaisies d'après des mélodies hongroises, pour violoncelle avec accompagnement de piano (1892). Création Vienne 1926 (3 pièces)
- Quatuor à cordes en la majeur (1925, éd. Leuckart, Leipzig). Création Vienne 1925
- Quatuor à cordes en sol majeur (1929, éd. Doblinger, Vienne). Création, Vienne 1930
- Quintette pour piano (pour la main gauche), deux violons, alto et violoncelle en sol majeur (1926, éd. Kugel) Création, Stuttgart 1931 – arrangement pour deux mains de Friedrich Wührer (1954, éd. Weinberger)
- Quintette pour clarinette, piano (pour la main gauche), violon, alto et violoncelle en si-bémol majeur (1932, éd. Weinberger). Création Vienne 1933
- Quintette pour clarinette, piano (pour la main gauche), violon, alto et violoncelle en la majeur (1938, éd. Weinberger). Création Vienne 1939 – arrangement pour deux mains de Friedrich Wührer (1952)

#### Musique pour trompettes
- Variations et Fugue sur un thème original en ré majeur (Fanfares royales de Fredigundis); 3. Arrangement pour trompettes seules (1925). Création 1925

#### Musique pour orgue et trompette
- Variations et Fugue sur un thème original en ré majeur (Fanfares royales de Fredigundis); 4. Arrangement pour 14 trompettes, caisse claire et orgue (1925). Création Vienne 1925
- Ouverture Choral "God preserve us", pour orgue avec trompette ad libitum ; complétée en 1933. Création Vienne 1933
- Solemn Fugue (Fuga solemnis) pour orgue avec 6 trompettes, 6 cors, 3 trombones, tuba basse et caisses claires (1937). Création Vienne 1939

### Avec orchestre

#### Symphonies
- Symphonie no 1 en mi majeur (1896-99). Création Vienne 1902
- Symphonie no 2 en mi-bémol majeur (1911-13). Création Vienne 1913
- Symphonie no 3 en la majeur (1927-28). Création Vienne 1928
- Symphonie no 4 en ut majeur (1932-33). Création Vienne 1934

#### Concertos pour piano
- Variations concertantes sur un thème de Beethoven pour piano (pour la main gauche) avec accompagnement orchestral ; comp. 1923, créé à Vienne 1924 ; arrangement pour deux mains de Friedrich Wührer (1952)
- Concerto pour piano en mi-bémol majeur (pour la main gauche) (1934). Création Vienne 1935 – version pour deux mains de Friedrich Wührer (1952)
- Fantaisie pour piano et orchestre (œuvre longtemps considérée perdue, puis redécouverte et jouée pour la première fois en 2003)

#### Autres œuvres orchestrales
- Musique de carnaval et Intermezzo de l'opéra Notre Dame (1902-03). Création Vienne 1903
- Variations sur un Husarenlied pour orchestre (1930-31). Création Vienne 1931
- Chaconne en ré mineur ; transcription de la Chaconne en ut-dièse mineur pour orgue de 1925 ; complétée en 1931 (manuscrit)

### Œuvres vocales

#### Cantate
- Deutsche Auferstehung la Festival Song pour soli, chœur, orgue et orchestre, texte d'Oskar Dietrich (1938-39, non terminée, préparée pour le concert par Dr Robert Wagner). Création Vienne 1940

#### Oratorio
- Das Buch mit sieben Siegeln (Le Livre aux Sept Sceaux) pour ténor (saint Jean), basse (Voix du Seigneur), quatuor soliste (soprano, alto, ténor, basse), chœur mixte, et orchestre avec orgue, texte d'après une traduction allemande de l'Apocalypse de Jean de Patmos[12],[13] (1935-37). Création Vienne, le 15 juin 1938[14]

#### Opéras
- Notre Dame, opéra romantique en deux actes, d'après un texte de Victor Hugo, par Franz Schmidt et Leopold Wilk (1902–1904, éd. Drei-Masken-Verlag, Munich). Création Vienne en 1914
- Fredigundis, opéra en trois actes, d'après un texte de Felix Dahn, Bruno Warden et Ignaz Welleminsky (1916–1921, Weinberger, Leizig). Création Berlin 1922

## Discographie sélective

### Symphonies
- Intégrale des symphonies - Neeme Järvi dirige les orchestres de Chicago (1 & 4) et Detroit (2 & 3) (novembre 1994 ; avril 1989 ; janvier/février 1991 ; mai 1996, 4 CD Chandos CHAN 9568)
- Intégrale des symphonies - Ľudovít Rajter dirige l'Orchestre de la Radio de Bratislava (1986/1987, 4 CD Opus) (OCLC 20409058)
- Intégrale des symphonies - Paavo Järvi dirige l'Orchestre symphonique de la Radio de Francfort (enregistrements en concert, 2020, 3 CD Deutsche Grammophon)
- Symphonie no 2 - Orchestre philharmonique de Vienne, dir. Erich Leinsdorf (1983, « Chefs-d'œuvre du XXe siècle par le Philharmonique de Vienne » Andante/Naïve)
- Symphonie no 4 - Orchestre philharmonique de Vienne, dir. Zubin Mehta (septembre 1971, Decca) (OCLC 23962307 et 34173276)
- Symphonie no 4 - Orchestre Bruckner de Linz, dir. Martin Sieghart (1996, Chesky Records CD143) (OCLC 716679591)

### Œuvres pour orchestre et piano
- Variations sur un chant de hussard, Fantaisie pour piano et orchestre, Chaconne en ré pour orchestre - Alexander Rumpf dirige l'Orchestre philharmonique d'État de Rhénanie (2016, Capriccio)

### Le Livre aux sept sceaux(oratorio)
- Dimitri Mitropoulos et le philharmonique de Vienne - la version de référence, avec Anton Dermota, ténor et Walter Berry, basse
- Nikolaus Harnoncourt et l'Orchestre philharmonique de Vienne

### Notre Dame(opéra)
- Christof Perick, dirige l'Orchestre de la radio de Berlin et le RIAS Kammerchor - avec Gwyneth Jones (Esmeralda) et Kurt Moll (Quasimodo) (août 1988, 2CD Capriccio) (OCLC 704918765)